# 곽거 (전한)
곽거(郭居, ? ~ ?)는 전한 중기의 관료이다.

## 행적
태시 원년(기원전 96년), 정위에 임명되었다.

## 출전
- 반고, 《한서》 권19하 백관공경표 下

| 전임 오존 | 전한의 정위 기원전 96년 ~ 기원전 92년? | 후임 상 |